# Ptazeta
Ptazeta, pseudonimo di Zuleima del Pino González González (Arucas, 8 ottobre 1998), è una rapper spagnola.

## Biografia
Ptazeta ha esordito nell'industria discografica con l'album in studio The party en la casa, classificatosi nella Top 100 Álbumes della Productores de Música de España. Ha raggiunto il successo commerciale col brano Ptazeta: Bzrp Music Sessions, Vol. 45, in collaborazione con Bizarrap, che è stato certificato doppio platino in Spagna e che ha raggiunto l'11ª posizione nella hit parade. Mami (2019), invece, è stato il suo singolo ad aver raggiunto la posizione più alta nella classifica (5º posto).
Nel giugno 2024 è uscito il suo secondo LP, dal titolo Gorgona.

## Discografia

### Album in studio
- 2022 – The party en la casa
- 2024 – Gorgona

### EP
- 2022 – After party en la casa (con Juacko)

### Singoli
- 2019 – Mami (con Juacko)
- 2020 – Todo bien (con Juacko)
- 2020 – Mensaje enviado (con Juacko)
- 2020 – Déjate ser (con Juacko)
- 2020 – Be Yourself (con Juacko)
- 2020 – Ayer la ví (con Juacko)
- 2020 – Lo que vivo (con Juacko)
- 2020 – Mi huella
- 2020 – Nena no me llores (con Juacko)
- 2021 – Trakatá (con Fariana e Juacko)
- 2021 – Madre mía (con Tatiana Delalvz e i Lérica)
- 2021 – Cha cha (con Foyone e Juacko)
- 2021 – Me llama (con Juacko)
- 2021 – Estoy bien (con Juacko)
- 2021 – Niveles (con Juacko)
- 2021 – Ri ri (con Juacko)
- 2021 – Ptazeta: Bzrp Music Sessions, Vol. 45 (con Bizarrap)
- 2021 – Home (con Juacko)
- 2021 – Cae la noche (con Juacko)
- 2022 – Input (con Juacko)
- 2022 – Quieres (con Aitana ed Emilia)
- 2022 – Mujerón (con Villano Antillano)
- 2022 – Ponte pal XXX
- 2022 – Number One (con Chema Rivas)
- 2022 – Desacatá (con L-Gante)
- 2022 – Mala mala
- 2023 – MFD
- 2023 – Tiki tiki (con Lola Índigo)
- 2023 – La respuesta (con Lit Killah)
- 2023 – Ping pong (con Chanel)
- 2023 – Relajao
- 2023 – No me jalan
- 2023 – Toto
- 2024 – A oscuras (con Lali)
- 2024 – Si es contigo si
- 2024 – Rápido (con West Dubai)
- 2024 – Ha pasado tiempo (con Ingratax)
- 2024 – Do You Love Me? (con Lucho RK)
- 2024 – Moncler (con Camin)
- 2024 – Todos miran
- 2024 – A las 12 (con Omar Montes)
- 2024 – Volveré (con Zxmyr)
- 2024 – Probando (con Lorna)